# Virectarieae
Virectarieae és una tribu de plantes que pertany a la família de les Rubiaceae.

## Gèneres
Segons NCBI
- Hekistocarpa - Virectaria[1]